# اکسایترز
اِکسایتِرز (به انگلیسی: The Exciters) گروه دخترانهٔ پاپ آمریکایی بود که در سال ۱۹۶۱ تشکیل شد و پس از حدود یک دهه فعالیت، در سال ۱۹۷۴ از هم پاشید.
این گروه از به‌هم پیوستن چهار دختر دبیرستانی به‌نام‌های برندا رید، کارولین جانسون، لیلیَن واکر و سیلویا وایبور به وجود آمد. آن‌ها که همکلاسی بودند در زمان تشکیل گروه همگی ۱۷ ساله بودند. مدتی بعد وایبور از گروه جدا شد و پنی کارتر جایگزین او شد. اما او هم زیاد در گروه دوام نیاورد و به‌جای او همسر برندا رید به نام هرب رونی به‌عنوان عضو چهارم به اِکسایتِرز پیوست.